# Florijan
 Ovo je glavno značenje pojma Florijan. Za gradsko naselje Klanjeca (Hrvatska) pogledajte Florijan (Klanjec).
.
Marcus Annius Florianus († rujan 276. kod Tarza) rimski car godine 276. 
O ovome caru je zbog nedostatka izvora malo što sigurno poznato. Nakon što je njegov brat Tacit postao 275. carem imenovao ga je za prefekta pretorijanske straže. Zajedno s bratom borio se protiv Germana i Gota koji su napali Carstvo.  
Saznavši za iznenadnu smrt svoga brata, Florijan se u travnju 276. proglasio carem, iako nije dobio potvrdu vojske i Senata. Unatoč tome mu se nitko u početku nije usprotivio. Nastavio je borbu protiv Gota i postigao navodno velike uspjehe protiv njih. No malo prije njihova konačnog poraza stigla mu je vijest da se Prob, zapovjednik legija na istočnoj granici Carstva proglasio carem. 
Florijan je smjesta prekinuo vojne operacije protiv Gota i uputio svoje snage na jug države protiv Proba. Ispočetka je bio u prednosti jer su njegove trupe bile brojnije. Budući da su potjecale većinom iz Srednje Europe teško su podnosile vruću pustinjsku klimu tako da je moral njegovih vojnika padao. U srpnju 276. mnogi njegovi vojnici prebjegli su Probu. Kad je Florijan pokušao ponovno steći lojalnost svojih vojnika ubijen je u rujnu iste godine najvjerojatnije na Probovu naredbu koji ga je kao car i naslijedio.
| Prethodnik:         | Rimski carevi | Nasljednik:        |
| Tacit (275. – 276.) | Rimski carevi | Prob (276. – 282.) |

### Ostali projekti
|  | Zajednički poslužitelj ima stranicu o temi Florijan |